# Hubert Koundé
Hubert Koundé (Saint-Denis, 30 dicembre 1970) è un attore e regista francese.

## Biografia
Hubert Koundé è nato in Francia da genitori del Benin, trascorrendo poi la sua infanzia tra i due paesi. Ha debuttato nel 1993 nel ruolo di Jamal nel film Metisse di Mathieu Kassovitz, regista che incontra nuovamente due anni dopo nel film La Haine (dove recita il ruolo di Hubert). Il film viene premiato nel 1995 con il Cesar come miglior film dell'anno. È anche autore di un'opera teatrale: Cagoule: Valentin et Yamina, messa in scena nel 2003. Ha realizzato due cortometraggi: Qui se ressemble s'assemble e Menhir e ha co-diretto un lungometraggio: Paris, la métisse. Ha anche lavorato a film in lingua inglese come The Constant Gardener.

## Filmografia

### Attore
- Le Temps d'une nuit (1992)
- Diên Biên Phu, regia di Pierre Schoendoerffer (1992)
- Meticcio (Métisse), regia di Mathieu Kassovitz (1993)
- L'odio (La Haine), regia di Mathieu Kassovitz— nomination al Premio César per la migliore promessa maschile per il ruolo di Hubert (1995)
- Colis postal (1996)
- La Sicilia, regia di Luc Pien (1996)
- Saraka bô, regia di Denis Amar (1997)
- La Divine Poursuite, regia di Michel Deville (1997)
- Restons groupés, regia di Jean-Paul Salomé (1998)
- Simon le mage, regia di Ildiko Enyedi (1999)
- Qui se ressemble s'assemble (2000)
- Tout va bien, on s'en va, regia di Claude Mouriéras (2000)
- Comment j'ai tué mon père, regia di Anne Fontaine (2001)
- Ndeysaan (Le prix du pardon), regia di Mansour Sora Wade (2001)
- The Constant Gardener - La cospirazione (The Constant Gardener), regia di Fernando Meirelles (2004)
- Gangsterdam, regia di Romain Lévy (2017)

### Regista
- Menhir (1998) - cortometraggio
- Qui se ressemble s'assemble (2000) - cortometraggio
- Paris, la métisse (2005)

### Sceneggiatore
- Menhir (1998) - cortometraggio
- Qui se ressemble s'assemble (2000) - cortometraggio

## Televisione
- Nestor Burma, 1 episodio (1992)
- Les Cinq Dernières Minutes, episodio Meurtre à l'université (1995)
- Les Enfants du Karoo (1997)
- Maternité (1998)
- Quelques jours en avril (2005)
- L'Arbre et l'oiseau (2005)
- Bella è la vita (Plus belle la vie), 2ª e 3ª stagione (2006)
- Greco, episode Contact 82007)
- La Cour des grands, episodio Alison (2008)
- Central Nuit, episodio Celui qui n'existe pas (2008)
- Le Voyage de la veuve (2008)
- Pigalle, la nuit (2009)
- 1788... et demi, regia di Olivier Guignard (2010)
- Braquo, regia di Éric Valette e Philippe Haïm — Jonas Luanda, 2ª stagione (2011)
- La Couleur de l'océanregia di Maggie Peren (2011)
- Toussaint Louverture, regia di Philippe Niang (2012)
- La Vallée des Mensonges (2014)

## Teatro
- Le Costume, regia di Peter Brook, sceneggiatura di Mothobe Mutloatse (2001)
- Cagoule, regia e sceneggiatura di Hubert Koundé (2004)